# جوناثان جونسون (لاعب هوكي الجليد)
جوناثان جونسون (بالسويدية: Jonathan Johnson)‏ هو لاعب هوكي الجليد سويدي، ولد في 11 يناير 1993 في يفله في السويد.

## وصلات خارجية
- جوناثان جونسون على موقع EliteProspects.com (الإنجليزية)